# Franz Kadlec
Franz ("Franzi") Kadlec (Bad Tölz, 4 juli 1997) is een Duits motorsporter. Hij is sinds 2014 onafgebroken Duits kampioen trial, en werd in 2014 in die discipline Europees kampioen. 
Kadlec rijdt voor GasGas. Hij woont in Reichersbeuern.